# Gran Envilecimiento

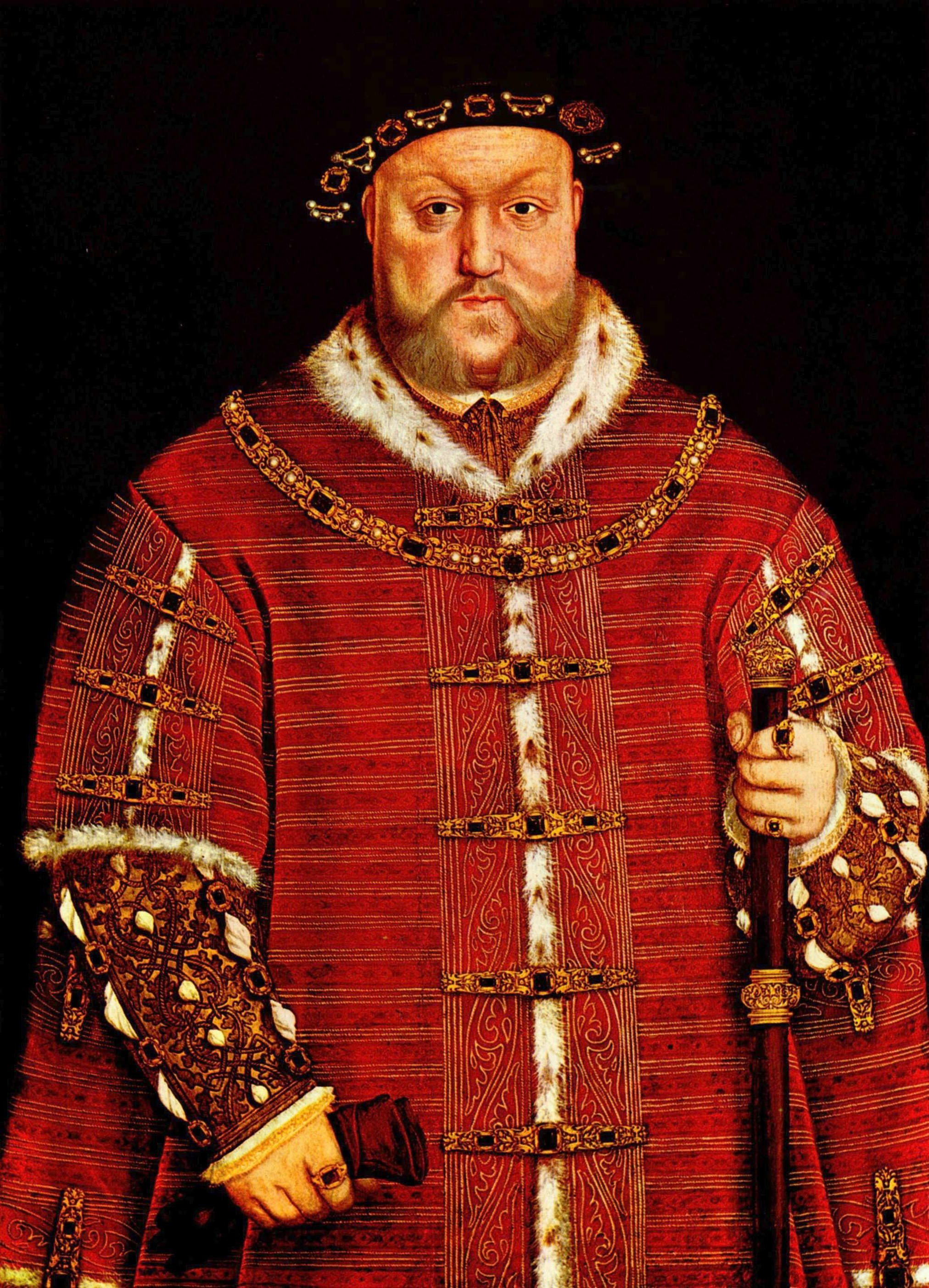
Retrato del Enrique VIII, artífice de la reforma del Gran Envilecimiento, en 1542.

El Gran Envilecimiento (en inglés: The Great Debasement; 1544-1551) fue una política monetaria que implicaba un envilecimiento de todas las denominaciones correspondientes la moneda oficial de Inglaterra, la libra esterlina. Esta medida, introducida en 1544 en Inglaterra por orden del Rey Enrique VIII, redujo la cantidad de metal precioso en las monedas de oro y plata y, en algunos casos, la sustituyó por completo por metales básicos con un valor monetario muy inferior, como lo era y sigue siendo el cobre. El móvil para la aplicación de esta reforma, fue para financiar el excesivo gasto público de la corona de Enrique VIII, que por aquel entonces se encontraba en medio del ardor de dos brutales contiendas, 
El principal objetivo de esta política era aumentar los ingresos de la Corona a costa de los contribuyentes mediante el ahorro en la producción de moneda, ya que se necesitaba menos lingotes para acuñar nuevas monedas. Durante el proceso de envilecimiento, los estándares de oro se redujeron de manera drástica, más de un 17% de recortes en el caso de las piezas acuñadas en oro, mientras que el contenido de la plata se redujo en proporciones muy superiores, un total de 67.5%, pasando de una densidad del 92,5%, a un mínimo del 25% en 1551, cuatro años después de la muerte de Enrique VIII, y momento en que se revirtieron los efectos de la reforma, restaurándose el poder adquisitivo de la libra mediante la reintroducción de patrones monetarios metálicos de alta densidad (se volvió al estándar del 92.5%).

## Contexto
Durante el siglo XVI, Europa comenzó experimentar una reactivación económica tras la extinción de la peste negra, que luego se transformó en un boom económico, principalmente debido a que el descubrimiento de América, aportó grandes flujos unidireccionales de reservas de metales preciosos (esenciales para la acuñación) y materias primas que incrementaron el producto de las economías europeas, principalmente la española y la portuguesa en alrededor de un 20% anual, algo quizás lejano al crecimiento anual usual en la época que a veces, y con suerte, solía llegar al 0.5%
Por otro lado, la economía inglesa se hallaba en una fuerte recesión: el rey Enrique VIII mantenía un elevado nivel de vida que no era sostenible en el tiempo dada la situación compleja que enfrentaban las arcas estatales al tener que también financiar una la costosa guerra de cortejo real contra la Corona escocesa y la tercera guerra anglo-franca del siglo XVI, para ello, el estado inglés debió recurrir a medidas desesperadas como la disolución de los monasterios, en 1537, excusándose en un desacuerdo con las políticas de la iglesia, que luego llevó una confiscación de cientos de propiedades, incluyendo no solo monasterios, sino también abadías y hasta parroquias, que pasaron a manos del estado inglés, las cuales se vendieron por un monto equivalente a £3 millones (equivalente a £2.5 mil millones en 2021), y varias colecciones de joyas, platería y demás pertenencias personales de los funcionarios eclesiásticos, con un valor aproximado de £80,000 (equivalente a £66 millones en 2021).
Por otro lado, ambas guerras que demandaban cifras cada vez más grandes, gastando unos £250,000 (equivalente a £194 millones en 2021) tan sólo en los últimos tres meses de 1544, y que para agosto de 1545, los gastos acumulados habían alcanzado la exorbitante suma de alrededor de £1.3 millones (equivalente a £889 millones en 2021), mientras que se estimaba que se necesitarían otros £250,000 para atravesar el resto del verano, y ya para ese momento, las reservas netas de la tesorería real, estaban en números rojos, pues tan sólo incluían £44,000 para financiar ambos conflictos y un monto "inespecificado" para los gastos personales del monarca; Junto a este cuantioso gasto, la corona tampoco escatimó en endeudarse hasta niveles impagables: a principios de 1544, pidieron préstamos equivalentes a 400,000 marcos escoceses de plata, y los prestatarios naturalmente demandaron -infructosamente- el reintegro total de sus fondos al año fiscal siguiente, algo que la corona no pudo cumplir en tiempo y forma, y cuyos pagos cesaron hasta que se reanudaron y la deuda se saldó recién en la década de los 1550s. Por otro lado, para paliar la crisis, el rey comenzó a otorgar préstamos, subsidios y "benevolencias" a miembros de la corte y el parlamento, que en dos años, dicha suma alcanzó las £300,000 (equivalente a £205 millones actuales).
Enrique, preeviendo un cataclismo económico en el corto plazo, ya había avecinado la crisis dos años antes del comienzo de la guerra con Francia: en mayo de 1542, emitió un decreto secreto por el cual ordenaba que se redujeran de manera oculta, las proporciones de oro y plata en todas las denominaciones y también ordenaba la reintroducción del Testoon (equivalente a doce peniques, luego rebautizada como shilling, o chelín, en español). Durante los dos años siguientes, estas nuevas monedas envilecidas junto con los testoon, se fueron almacenando de manera progresiva y escalada en la Torre de las Joyas del Palacio de Westminster, mientras continuaba la producción de monedas con el estándar actual.
En mayo de 1544, la escasez de metales preciosos que estaban en posesión de la casa de la moneda, hizo que el gobierno hiciese efectivo aquel contrato secreto redactado dos años antes y permitiera que las monedas envilecidas se convirtieran en piezas de curso legal y entraran en circulación. Sin embargo, dos meses más tarde  en julio de 1544, los comerciantes de los Países Bajos se dieron cuenta de que los groats (o grañones; piezas de cuatro peniques) de plata recién acuñados habían sido envilecidos y empezaron a ofrecerlos a un precio más bajo en  moneda local. La introducción de estas monedas envilecidas hizo que desaparecieran de la circulación monedas con un valor nominal similar pero con mayor contenido de metal precioso, de acuerdo con la ley de Gresham.

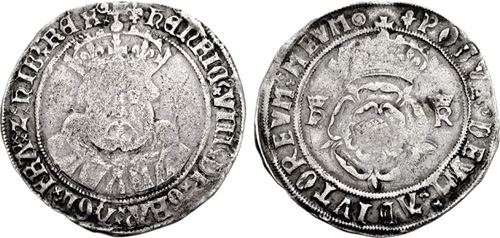
Testoon envilecido (1544-47)

## Envilecimiento bajo el reinado de Enrique VIII
Durante 1544, los estándares de oro y plata cayeron por primera vez, reduciéndose, en el caso del oro, se pasó de una graduación de 24 quilates (99.99%) a una algo inferior, de 22 quilates (91.67%) en 1545 y luego a una de 20 quilates (83.25%) al año siguiente, mientras que en el caso de la plata, se redujo de 92.5% (plata esterlina) a 50% en 1546 y nuevamente a un mero 33% en 1549. Durante estos años, comenzó el cobre como una alternativa para compensar la escasez de metales preciosos, tanto en las piezas de oro como en las de plata. En general, en la gran mayoría de estas piezas, el contenido neto de plata consistía en una delgada capa que tenía una tendencia progresiva a la erosión que se hacía evidente a medida que aumentaba su tiempo en circulación, por lo cual, aquellas piezas degradadas dejaban entrever un contenido cobrizo intenso que se acentuaba particularmente en la zona que representaba la nariz del jefe de Estado, hecho que le valió el apodo de Old Coppernose (en español: Viejo Nariz de Cobre).

## Envilecimiento bajo el reinado de Eduardo VI
Tras la muerte de Enrique VIII en 1547, fue sucedido ese mismo año por su hijo varón de nueve años, Eduardo VI, por entonces, al cargo de sus tutores; Durante el reinado de este, las políticas de envilecimiento continuaron de manera sostenida, hasta que se llegó a un punto clímax en el que el contenido de plata en todas las denominaciones era de tan solo 25% del total; En 1548, en un intento por revertir los efectos devaluatorios de la reforma, que por cierto, hicieron caer a la economía a niveles presenciados en siglos anteriores, se reintrodujo un estándar metálico de oro que fijaba la pureza en 22 quilates (conocido como "estándar del oro corona"), el caso de las denominaciones en plata, se tardaron tres años más en revertir sus efectos, (en octubre de 1551, se abolió esta política de manera definitiva) principalmente debido a su prevalencia en las transacciones minoristas, que dificultó de sobremanera la confianza en la introducción de nuevas monedas.

## Monedas
Durante el curso de más de una década, el contenido de oro y plata de las monedas, fluctó de sobremanera, al igual que el peso de las monedas. En 1544, las piezas en circulación eran las siguientes
 
- Soberano
- Medio soberano de oro
- Ángel (moneda)
- Medio Ángel
- Cuarto de Ángel
- Corona
- Media Corona
- Testoon (Chelín)
- Groat
- Medio Groat
- Penique
- Medio penique
- Farthing

### Penique

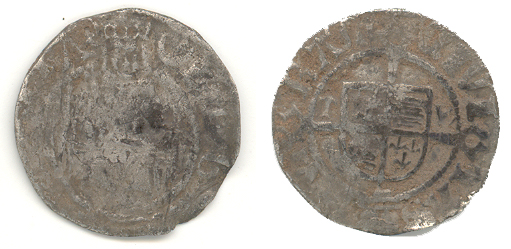
Penique de Enrique VIII 1509-1547

Tras más de una década de envilecimientos, el contenido de plata del penique se redujo en más de un 83% para 1551.

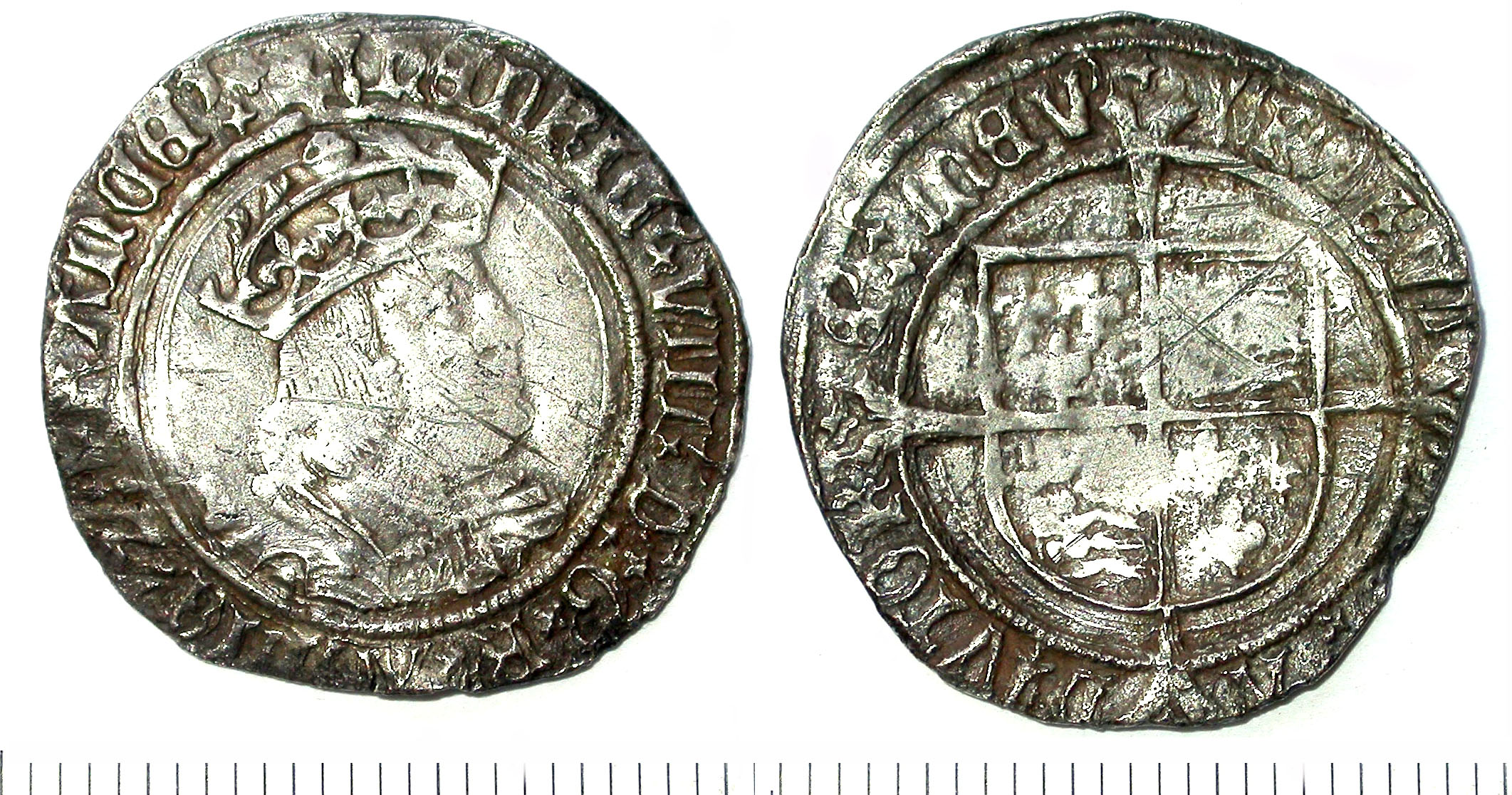
Groat de Enrique VIII, con un 92.5% de pureza, previo al envilecimiento (1526-1532)

| Característica   | 1509–1526   | 1526–1544   | 1544–1547 | Ref.  |
| ---------------- | ----------- | ----------- | --------- | ----- |
| Peso (en granos) | 12          | 10          | 10 gr     | [ 6 ] |
| Finura           | 11 oz 2 dwt | 11 oz 2 dwt | 6-4 oz    | [ 6 ] |

### Groat (pieza de cuatro peniques)
En 1544 fue la primera pieza en ser envilecida, del habitual estándar del 92.5% a un 50%

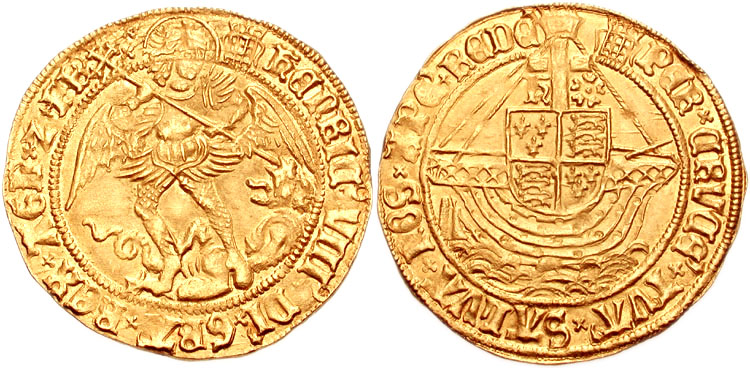
Pieza de un Ángel de oro de Enrique VIII; 1508-1547

| Característica   | 1509–1526  | 1526–1544  | 1544–1547 | Ref.  |
| ---------------- | ---------- | ---------- | --------- | ----- |
| Peso (en granos) | 48 gr      | 42 gr      | 40 gr     | [ 6 ] |
| Finura           | 11 oz 2dwt | 11 oz 2dwt | 6-4 oz    | [ 6 ] |

### Angel
|                  | 1509–1526          | 1526–1544 | 1544–1547 | Ref.  |
| ---------------- | ------------------ | --------- | --------- | ----- |
| Peso (en granos) | 80 gr              | 80 gr     | 80 gr     | [ 6 ] |
| Pureza           | 23 quilates (.958) | 23 ct     | 23 ct     | [ 6 ] |

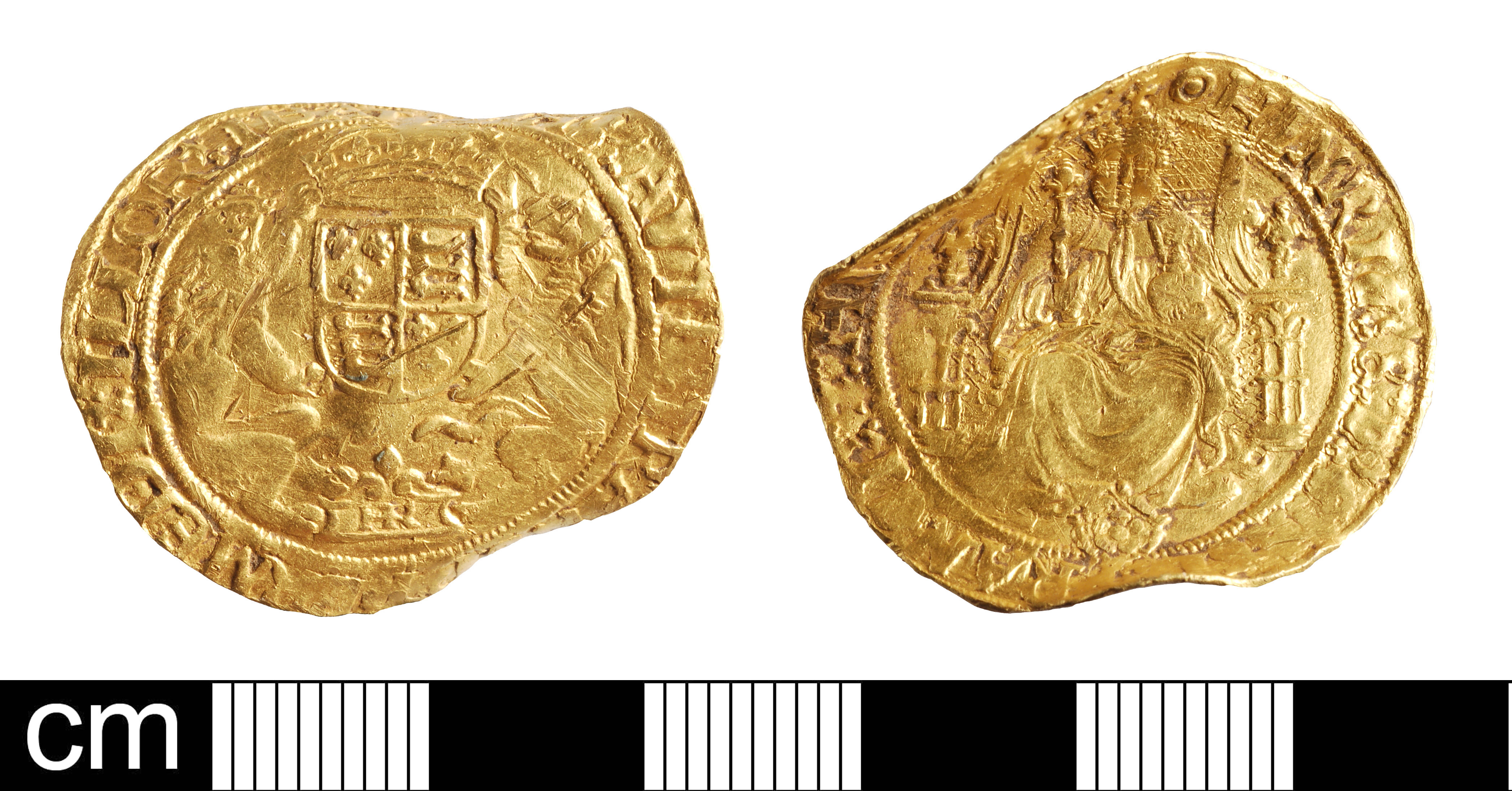
Pieza de Medio Soberano de oro de Enrique VIII; 1544-1547

Medio-los soberanos estuvieron producidos en cuatro estándares diferentes.
|                    | Estándar 1  | Estándar 2         | Estándar 3         | Estándar 4         | Ref.  |
| ------------------ | ----------- | ------------------ | ------------------ | ------------------ | ----- |
| Fecha de acuñación | 1544–1545   | 1545–1546          | 1546–1551          | 1549–1550          | [ 7 ] |
| Peso (en gramos)   | 6.48 g      | 6.22 g             | 6.22 g             | 5.49 g             | [ 7 ] |
| Pureza             | 23 quilates | 22 quilates (.916) | 20 quilates (.833) | 22 quilates (.916) | [ 7 ] |

### Soberano
Los soberanos como aquellos soberanos medios eran también producidos en cuatro estándares diferentes.
|                  | Estándar 1  | Estándar 2  | Estándar 3  | Estándar 4  | Ref.  |
| ---------------- | ----------- | ----------- | ----------- | ----------- | ----- |
| Fecha de asunto  | 1544–1545   | 1545–1546   | 1546–1547   | 1549–1550   | [ 8 ] |
| Peso (en gramos) | 12.96 g     | 12.44 g     | 12.44 g     | 10.98 g     | [ 8 ] |
| Pureza           | 23 quilates | 22 quilates | 20 quilates | 22 quilates | [ 8 ] |

### Restrauración Monetaria del reinado de Isabel I (1558-1603)

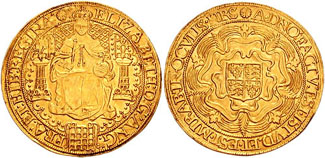
Soberano de oro de borde fresado de Isabel I; 1585-1587

Para el momento en que Isabel I llegó al poder en 1558, la calidad de las monedas circulantes en el país, ya había afectado de manera contundente la reputación de la corona y la confianza libra esterlina, la cual se la consideraba, hasta antes del envilecimiento, como una de las principales reservas de valor monetario. Los comerciantes extranjeros de todos los rubros, se negaban rotundamente a aceptar las monedas envilecidas como medio de pago. La reina, su consejero William Cecil y el banquero Thomas Gresham, descrifraron que la única forma de solucionar esta crisis de desconfianza, era restaurar el contenido de oro y plata en todas las denominaciones, pero a costa de reducir su peso; Por ejemplo, el soberano de oro, que tenía un peso de 12.96 gramos antes de 1544, vio aumentada su pureza en dos quilates tras la reforma, pero a cambio, perdió 2.02 gramos. También se dieron cuerta de la importancia de remover las piezas envilecidas de circulación: Para ello, la corona decretó una ley que prohibía a la ciudadanía exportar las monedas a mercados extranjeros, y además, declaró inválidas todas aquellas piezas envilecidas producidas durante las dos décadas previas. 
Las antiguas monedas, con una pureza muy superior, eran atesoradas y rara vez se las veía en circulación de deudas, mientras que, las piezas envilecidas, de mucho menor valor, se las usaba para pagar deudas y/o comprar cosas en la vida cotidiana, este fenómeno fue retratado por Henry D. Macleod, a fines de siglo XIX, y quien le otorgó el nombre "Ley de Gresham en honor al banquero (aunque este no fuera el primero en darla a conocer) a un principio que establece que "el dinero malo (piezas envilecidas), reemplaza al bueno (piezas de alta pureza)". 

En 1560, bajo mandato real, Thomas Gresham retiró de la circulación todas las piezas envilecidas e hizo fundir las monedas retiradas y las sustituyó por otras de nueva acuñación con una elevada pureza. Se calcula que la corona ganó £50.000 por este proceso.  En 1561, el acuñador francés Eloy Mestrelle introdujo en Inglaterra la práctica de acuñación de monedas fresadas en sustitución de las monedas acuñadas con macuquina, que muy a menudo poseían una forma y un diseño irregu

## Lectura más lejana
- Allen, Larry (2009). The Encyclopedia of Money (2nd edición). Santa Barbara, CA: ABC-CLIO. pp. 189–190. ISBN 978-1598842517.